# Bowliards
Bowliards – gra bilardowa będąca połączeniem gry w kręgle z bilardem. Nawet jego nazwa jest połączeniem słów billiard oraz bowling. Gra przeznaczona jest dla 1-5 graczy w średnim stopniu zaawansowania.

## Używane bile
W grze występuje 10 bil: bila rozgrywana i bile ponumerowane kolejno od 1 do 10.

## Ustawienie początkowe
Bile nr 1 do 10 są ustawiane jak do dziesiątki – biała bila w ręku rozbijającego do ustawienia w polu bazy, oraz pozostałe bile w trójkącie.

## Cel gry
Uzyskać największą liczbę punktów. W grze jednoosobowej uzyskać dokładnie 300 punktów.

## Zasady
Grę rozpoczyna zawodnik wyznaczony przez losowanie z bilą białą do umiejscowienia w polu bazy. Gra składa się z dziesięciu rund dla każdego gracza. Na początku każdej rundy gracz ustawia na nowo bile w trójkącie. W każdej rundzie gracz ma dwa „rzuty”. Na początku rundy gracz rozbija i stara się wbić wszystkie bile do łuz. Rzut kończy się gdy zawodnik popełni faul lub w uderzeniu nie wbije żadnej bili. Potem następuje drugi rzut (o ile zostały na stole – w przeciwnym wypadku runda kończy się). Przy drugim rzucie ustawia ponownie bilę białą w polu bazy (bile numerowane nie ustawia się w trójkąt). Za każdą bilę dostaje się 1 punkt. Wyjątki:
- „strike” – następuje gdy zawodnik wbije wszystkie 10 bil w jednym rzucie (pierwszym z rundy). Bile z następnych dwóch rzutów będą liczone podwójnie.
- „spare” – następuje gdy zawodnik wbije wszystkie 10 bil w jednej rundzie. Bile z następnego rzutu będą liczone podwójnie.

Uwaga: jeśli zawodnik zrobi strike (spare) w ostatniej rundzie, to ma dodatkowe dwa (jeden) rzuty w celu określenia wartości tego strike (spare). Punkty z dodatkowych rzutów są naliczane raz.